# Holohalaelurus
Holohalaelurus – rodzaj drapieżnych ryb chrzęstnoszkieletowych z rodziny Pentanchidae.

## Rozmieszczenie geograficzne
Do rodzaju należą gatunki występujące w wodach południowo-zachodniego i zachodniego Oceanu Indyjskiego oraz południowo-wschodnim Oceanu Atlantyckiego.  

## Morfologia
Długość ciała do 69 cm; masa ciała do 301,3 g.

## Systematyka
Rodzaj zdefiniował w 1934 roku amerykański ichtiolog Henry Weed Fowler w artykule poświęconym nowym rybom odłowionym w latach 1907–1910 na filipińskich wyspach i przyległych morzach, opublikowanym w czasopiśmie Proceedings of the Academy of Natural Sciences of Philadelphia. Gatunkiem typowym jest (oryginalne oznaczenie) H. regani.

### Etymologia
Holohalaelurus: gr. ὁλος holos ‘kompletny, cały’; rodzaj Halaelurus Gill, 1862.

### Podział systematyczny
Do rodzaju należą następujące gatunki:
- Holohalaelurus favus Human, 2006
- Holohalaelurus grennian Human, 2006
- Holohalaelurus melanostigma (Norman, 1939)
- Holohalaelurus punctatus (Gilchrist, 1914)
- Holohalaelurus regani Gilchrist, 1922